# L'ultimo dei Montecristo
L'ultimo dei Montecristo (Dios se lo pague) è un film argentino del 1948 diretto da Luis César Amadori.